# Вовчанське (Синельниківський район)
Вовча́нське — село в Україні, у Васильківській селищній громаді Синельниківського району Дніпропетровської області. Населення становить 274 особи.

## Географія
Село Вовчанське розташоване за 104 км від областного центру та 57 км від районного центру, на березі річки Вовча. На півдні межує з селом Дебальцеве на півночі з селищем Васильківка та на заході з селом Перевальське. Поруч пролягає автошлях територіального значення Т 0401.

## Історія
1 серпня 2018 року, в ході децентралізації, село увійшло до складу Васильківської селищної громади Васильківського району.
12 червня 2020 року, відповідно до розпорядження Кабінету Міністрів України № 709-р від «Про визначення адміністративних центрів та затвердження територій територіальних громад Дніпропетровської області», увійшло до складу Васильківської селищної громади.
19 липня 2020 року, в результаті адміністративно-територіальної реформи та ліквідації Васильківського району, село увійшло до складу новоутвореного Синельниківського району.

## Населення

### Мова
Розподіл населення за рідною мовою за даними перепису 2001 року:
| Мова       | Кількість | Відсоток |
| ---------- | --------- | -------- |
| українська | 256       | 93.43%   |
| російська  | 18        | 6.57%    |
| Усього     | 274       | 100%     |

## Економіка
Поблизу села розташоване Вовчанське родовище (титан–цирконієві розсипи) загальною площею 3,3 км².